# نويل إيشنغير
نويل إيشينجر (من مواليد 2 أغسطس 2001) هو لاعب كرة قدم ألماني يلعب كمهاجم لمدة نادي الليغا للدرجة الثالثة يان ريغنسبورغ.

## روابط خارجية
- نويل ايشنجر في فلاش سكور
- نويل ايشنجر في يوروسبورت